# 1585 w polityce

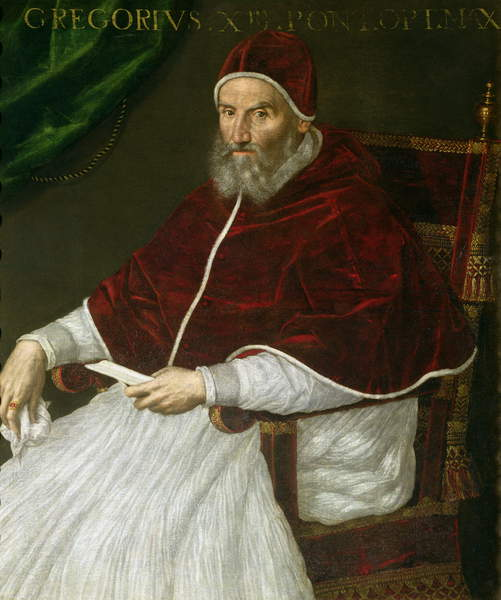
Grzegorz XIII

Wydarzenia polityczne w 1585 roku.

## Wydarzenia
- Leland Stanford założył uniwersytet, znany pod jego nazwiskiem[1].
- 22 lutego – sąd sejmowy Rzeczypospolitej Obojga Narodów skazuje oskarżonego przez króla Stefana Batorego magnata Krzysztofa Zborowskiego na infamię i konfiskatę dóbr i odracza sprawę oskarżonego przez kanclerza Jana Zamoyskiego magnata Andrzeja Zborowskiego[2].

## Zmarli
- 10 kwietnia Grzegorz XIII, papież[3].